# The Incredible Jazz Guitar of Wes Montgomery
The Incredible Jazz Guitar of Wes Montgomery je album amerického jazzového kytaristy Wese Montgomeryho. Mnohými kritiky a fanoušky je považována za vrchol jeho studiové práce.

## Seznam skladeb
| Pořadí         | Název                    | Autor            | Délka |
| -------------- | ------------------------ | ---------------- | ----- |
| 1.             | Airegin                  | Sonny Rollins    | 4:26  |
| 2.             | D-Natural Blues          | Wes Montgomery   | 5:23  |
| 3.             | Polka Dots and Moonbeams | VanHeusen        | 4:44  |
| 4.             | Four on Six              | Montgomery       | 6:15  |
| 5.             | West Coast Blues         | Montgomery       | 7:26  |
| 6.             | In Your Own Sweet Way    | Dave Brubeck     | 4:53  |
| 7.             | Mr. Walker               | Montgomery       | 4:33  |
| 8.             | Gone With the Wind       | Magidson, Wrubel | 6:24  |
| Celková délka: | Celková délka:           | Celková délka:   | 44:04 |

## Nástrojové obsazení
- Wes Montgomery – elektrická kytara
- Tommy Flanagan – piano
- Percy Heath – kontrabas
- Albert Heath – bicí